# Ixodes lanigeri
Ixodes lanigeri (лат.) — вид клещей рода Ixodes из семейства Ixodidae. Вьетнам. Паразитируют на млекопитающих: среди хозяев летучая мышь рода Ночницы (Myotis).

## История изучения
Исторически сложилось так, что на протяжении более чем полутора столетий науке был известен только один вид так называемых «длинноногих клещей летучих мышей» («long-legged bat tick») — Ixodes vespertilionis Koch. Однако в последнее десятилетие на молекулярной основе было признано, что длинноногие иксодовые клещи, ассоциирующиеся с летучими мышами, могут представлять как минимум шесть видов. Из них до недавнего времени морфологически были описаны пять (Ixodes ariadnae, I. collaris, I. fujitai, I. fuliginosus, I. nipponrhinolophi). В исследовании 2024 года иксодовые клещи были собраны с двух видов летучих мышей рода Ночницы (Myotis) в юго-восточной Азии, во Вьетнаме (Myotis alticraniatus и Myotis laniger). На основании морфологических и молекулярных характеристик самки, нимфы и личинки описан вид Ixodes lanigeri. Его самец неизвестен.

## Этимология
Название нового вида связано с видом-хозяином, китайским миотисом (Myotis laniger) из рода Ночницы (Myotis), с которого был собран первый экземпляр типовой серии нового вида.

## Описание
Среднего размера, светло-коричневый иксодовый клещ с телом самки в форме капли. Длина идиосомы самки 3,38 мм, ширина 2,74 мм, отношение длины/ширины идиосомы 1,23. Длина скутума самки 1,26 мм. Ноги длинные, более 5 мм. Базисные капитулы дорсально пятиугольные, пальпы короткие, гипостом средней длины. Скутум обратно пятиугольный, наиболее широкий в середине длины, сзади закругленный, с длинными, глубокими и изогнутыми шейными бороздками. Паразитируют на млекопитающих: среди хозяев летучая мышь рода Ночницы (Myotis). Вид был впервые описан в 2024 году венгерским акаролом Шандором Хорноком (University of Veterinary Medicine, Будапешт, Венгрия) вместе с вьетнамскими и японскими коллегами. I. lanigeri включён в состав видового комплекса комплекса Ixodes ariadnae Hornok, 2014.

## Распространение
Юго-Восточная Азия: Вьетнам.